# Festival international du film fantastique de Neuchâtel 2023
 (juin 2023).
La mise en forme du texte ne suit pas les recommandations de Wikipédia : il faut le « wikifier ».
Les points d'amélioration suivants sont les cas les plus fréquents. Le détail des points à revoir est peut-être précisé sur la page de discussion.
- Les titres sont pré-formatés par le logiciel. Ils ne sont ni en capitales, ni en gras.
- Le texte ne doit pas être écrit en capitales (les noms de famille non plus), ni en gras, ni en italique, ni en « petit »…
- Le gras n'est utilisé que pour surligner le titre de l'article dans l'introduction, une seule fois.
- L'italique est rarement utilisé : mots en langue étrangère, titres d'œuvres, noms de bateaux, etc.
- Les citations ne sont pas en italique mais en corps de texte normal. Elles sont entourées par des guillemets français : « et ».
- Les listes à puces sont à éviter, des paragraphes rédigés étant largement préférés. Les tableaux sont à réserver à la présentation de données structurées (résultats, etc.).
- Les appels de note de bas de page (petits chiffres en exposant, introduits par l'outil «  Source ») sont à placer entre la fin de phrase et le point final[comme ça].
- Les liens internes (vers d'autres articles de Wikipédia) sont à choisir avec parcimonie. Créez des liens vers des articles approfondissant le sujet. Les termes génériques sans rapport avec le sujet sont à éviter, ainsi que les répétitions de liens vers un même terme.
- Les liens externes sont à placer uniquement dans une section « Liens externes », à la fin de l'article. Ces liens sont à choisir avec parcimonie suivant les règles définies. Si un lien sert de source à l'article, son insertion dans le texte est à faire par les notes de bas de page.
- La présentation des références doit suivre les conventions bibliographiques. Il est recommandé d'utiliser les modèles {{Ouvrage}}, {{Chapitre}}, {{Article}}, {{Lien web}} et/ou {{Bibliographie}}. Le mode d'édition visuel peut mettre en forme automatiquement les références.
- Insérer une infobox (cadre d'informations à droite) n'est pas obligatoire pour parachever la mise en page.

Pour une aide détaillée, merci de consulter Aide:Wikification.
Si vous pensez que ces points ont été résolus, vous pouvez retirer ce bandeau et améliorer la mise en forme d'un autre article.
 (juin 2024).
Le Festival international du film fantastique de Neuchâtel 2023, 22e édition du festival, se déroule du 30 juin au 8 juillet 2023.

## Déroulement et faits marquants
Cette 22e édition se déroule du 30 juin au 8 juillet 2023,. 
Elle propose une rétrospective nommée Female Trouble consacrée aux représentations des archétypes féminin,,. Cette sélection de films est présentée par les programmateurs comme un prolongement de la rétrospective Scream Queer de l’année 2022. 
Josiane Balasko est la présidente du jury de cette édition. Le festival invite le réalisateur et scénariste japonais Katsuhito Ishii et proposera une sélection de films qu’il a réalisés ou écrits. L’illustrateur et auteur Charles Burns, est présent en tant que membre du Jury et pour participer à des conférences. Le cinéaste John McTiernan, également membre du Jury, vient présenter 3 de ses films et participe à une masterclass sur son œuvre.
Cette année, le festival nous invite à faire connaissance de D.IA.NE (Dispositif d’Intelligence Artificielle Neuchâtelois) qui guide les festivaliers pendant les neufs jours de festivités.
Le festival égale son record de fréquentation de 2019, avec 55 000 personnes, 34 000 entrées pour 159 projections
Lieux : Théâtre du Passage 1, Arcades, Rex, Studio, Open Air Place de Halles, La Villa (installation VR), Jardin Anglais (Festival OFF)

## Jurys et invités

### Le jury international
- Présidente du jury : Josiane Balasko, autrice, actrice et réalisatrice, (France)
- Veronika Franz, autrice et réalisatrice (Autriche)
- Charles Burns, illustrateur et auteur de romans graphiques (États-Unis)
- John McTiernan, réalisateur, (États-Unis)
- Olivier Babinet, réalisateur (France)

### Jury Méliès
- Monica Garcia Massaqué, manager du festival de Sitges (Espagne)
- Carlota Pereda, réalisatrice (Espagne)
- Max Karli, producteur (Suisse)

### Jury SSA/Suisseimage
- Marie-Lou Pahud, productrice (Suisse)
- Astrid Silva, responsable de la programmation à Vision du réel (Suisse)
- Dexter Maurer, illustrateur (Suisse)

### Jury critique internationale
- Anaïs Bordage, journaliste (France)
- Nicole Parker, journaliste (Allemagne)
- Yal Sadat, journaliste et critique de cinéma (France)

## Sélection

### Longs métrages

#### Compétition Internationale
- Animalia (2023) de Sofia Alaoui (Maroc, France, Qatar
- Consecration (2023) de Christopher Smith (États-Unis), Royaume-Uni)
- The Cuckoo's Curse (El Cuco, 2023) de Mar Targarona (Espagne, Allemagne)
- It Lives Inside (2023) de Bishal Dutta (États-Unis)
- Pearl (2022) de Ti West (États-Unis)
- Perpretator (2023) de Jennifer Reeder (États-Unis}, France)
- Piove (2022) de Paolo Strippoli (Italie, Belgique)
- Raging Grace (2023) de Paris Zarcilla (Royaume-Uni)
- Restore Point (2023) de Robert Hloz (République tchèque, Slovaquie, Pologne, Serbie)
- Superposition (2023) de Karoline Lyngbye (Danemark)
- Tiger Stripes (2023) de Amanda Nell Eu (Malaisie, Taïwan, France, Allemagne, Pays-Bas, Indonésie, Qatar)
- Tropic (2022) de Edouard Salier France)
- Vincent doit mourir (2023) de Stéphan Castang (France, Belgique)
- White Plastic Sky (Müanyag égbolt, 2023) de Sarolta Szabó, Tibor Bánóczki (Hongrie, Slovaquie)

##### Invités International competition
- Sofia Alaoui, réalisateur Animalia (États-Unis)
- Tibor Bánóczki, réalisateur White Plastic Sky (Hongrie)
- Sarolta Szabó, réalisatrice White Plastic Sky (Hongrie)
- Bishal Dutta, réalisateur It Lives Inside] (États-Unis)
- Jennifer Reeder, réalisatrice Perpretator (États-Unis)
- Edouard Salier, réalisateur Tropique (France)
- Robert Hloz, réalisateur Restore Point (République tchèque)
- Paris Zarcilla, réalisateur Racing Grace
- Stéphan Castang, réalisateur Vincent doit mourir (France)
- Karim Leklou, acteur Vincent doit mourir
- Amanda Nell Eu, réalisatrice Tiger Stripes
- Paolo Strippoli, réalisateur Piove
- Mar Taragona, réalisateur Cukoo's Curse

#### Asian Cinema
- Bhediya (2022) de Amar Kaushik (Inde)
- Deep Sea (Shen hai, 2023) de Tian Xiaopeng (Chine)
- From the End of the World (世界の終わりから, Sekai no owari kara?) (2023) de Kazuaki Kiriya (Japon)
- In My Mother's Skin (2023) de Kenneth Dagatan (Philippines, Singapour, Taïwan)
- Killing Romance (2023) de Wonsuk Lee (Corée du Sud)
- Mad Fate (Ming'an, 2023) de Soi Cheang (Hong Kong)
- Marry My Dead Body (Guan yu wo han gui bian cheng jia ren de na jian shi, 2022) de Wei-Hao Cheng (Taïwan)
- Shin Kamen Rider (シン・仮面ライダー, Shin Kamen Raidâ?) (2023) de Hideaki Anno (Japon)

##### Invités Asian Cinema
- Daiju Koide, producteur, Shin Kamen Rider  Japon

#### Cérémonie
- Film d'ouverture : The Pod Generation (2023) de Sophie Barthes (Belgique, France, Royaume-Uni)
- Film de clôture : Acide (2023) de Just Philippot (France)

##### Invités Cérémonie
- Just Philippot, réalisateur, Acide  France

#### Third Kind
- The Abandoned (Cha wu ci xin, 2022) de Ying-Ting Tseng (Taïwan)
- Augure (2023) de Baloji (Belgique, Pays-Bas, république démocratique du Congo)
- Dans la toile (Cobweb) (거미집, 2023) de Kim Jee-woon (Corée du Sud)
- Frontières (2023) de Guy Edoin (Canada)
- Kennedy (2023) de Anurag Kashyap (Inde)
- Mami Wata (2023) de C.J. 'Fiery' Obasi (Nigéria, France, Royaume-Uni)
- Normale (2023) de Olivier Babinet France)
- Property (Propriedade, 2022) de Daniel Bandeira (Brésil)
- Sattar (2022) de Abdullah Al-Arak (Arabie saoudite)
- UFO Sweden (2022) de Victor Danell (Suède)
- L'ultima notte di Amore (2023) de Andrea Di Stefano (Italie)
- When it melts (Het smelt, 2023) de Veerle Baetens (Belgique)

##### Invités Third Kind
- C.J. Obasi, réalisateur, Mami Wata ( Nigeria)
- Oje Obasi, Producteur, Mami Wata ( Nigeria)
- Guy Edoin, réalisateur, Frontières ( Canada)
- Anurag Kashyap, réalisateur Kennedy ( Inde)

#### Ultra movies
- Double Blind (2022) de Ian Hunt-Duffy (Irlande) Première mondiale
- Evil Dead Rise (2023) de Lee Cronin (Nouvelle-Zélande, Irlande, États-Unis)
- Farang (2022) de Xavier Gens (France)
- Good Boy (2022) de Viljar Bøe (Norvège)
- Irati (2022) de Paul Urkijo Alijo (Espagne, France)
- Pandemonium (2023) de Quarxx (France)
- Pensive (Rupintojelis, 2022) de Jonas Trukanas (Lituanie)
- River (2023) de Junta Yamaguchi (Japon)
- Satan's Slaves 2: Communion (Pengabdi Setan 2: Communion, 2022) de Joko Anwar (Indonésie)
- The Wrath of Becky (2023) de Matt Angel, Suzanne Coote (États-Unis)

##### Invités Ultra Movies
- Jonas Trukanas, réalisateur, Pensive ( Lituanie)
- Ian Hunt-Duffy, réalisateur, Double Blind ( Royaume-Uni)
- Simon James-Doyles, producteur, Double Blind ( Royaume-Uni)
- Quarxx, réalisateur, Pandemonium  France
- Lee Cronin, réalisateur, Evil Dead Rise ( Irlande)
- Xavier Gens, réalisateur, Farang ( France)
- Nassim Lyes, acteur, Farang ( France)

#### Amazing Switzerland
- Black Out (1970) de Jean-Louis Roy (Suisse)
- Mad Heidi (2022) de Johannes Hartmann, Sandro Klopfstein (Suisse)
- Sial IV (1969) de Adonis Kyrou (Suisse, France)
- Until Branches Bend (2022) de Sophie Jarvis

#### Female Trouble
- Aliens : Le Retour (Aliens, 1986) de James Cameron (États-Unis, Royaume-Uni)
- The Anchor (Aengkeo, 2022) de Ji-Yeon Jung (Corée du Sud)
- L'Ange de la vengeance (Ms .45, 1981) de Abel Ferrara (États-Unis)
- Dans ma peau (2022) de Marina de Van (France)
- La Féline (Cat People, 1942) de Jacques Tourneur (États-Unis)
- La femme scorpion (Joshû 701-gô: Sasori, 1972) de Shun'ya Itō (Japon)
- Filibus (1915) de Mario Roncoroni (Italie)
- Lady with a Sword (Feng Fei Fei, 1971) de Kao Pao-shu (Hong Kong)
- Let's Scare Jessica to Death (1971) de John D. Hancock (États-Unis)
- Mère Jeanne des anges (Matka Joanna od Aniolów, 1961) de Jerzy Kawalerowicz (Pologne)
- Nagina (1986) de Harmesh Malhotra (Inde)
- The Nightingale (2018) de Jennifer Kent (Australie, Canada)
- Les petites marguerites (Sedmikrásky, 1966) de Vera Chytilová (République tchèque)
- Piggy (Cerdita, 2022) de Carlota Pereda (Espagne, France)
- Possession (1981) de Andrzej Zulawski (France, Allemagne)
- Rebecca (1940) de Alfred Hitchcock (États-Unis)
- Le Sens du devoir 2 (Huang jia shi jie, 1985) de Corey Yuen (Hong Kong)
- Serial Mom (1994) de John Waters (États-Unis)
- Le Silence des agneaux (The Silence of the Lambs, 1991) de Jonathan Demme (États-Unis)
- Tous les garçons aiment Mandy Lane (All the Boys Love Mandy Lane, 2006) de Jonathan Levine (États-Unis)

#### Film de minuit
- Le retour des morts vivants (The Return of the Living Dead, 1985) de Dan O'Bannon (États-Unis)
- La Sentinelle des maudits (The Sentinel, 1977) de Michael Winner (États-Unis)

#### Focus John McTiernan
- Last Action Hero (1993) de John McTiernan (États-Unis)
- Predator (1987) de John McTiernan (États-Unis)

#### Focus Kastuhito Sihii
- Funky Forest : The First Contact (Naisu no mori: The First Contact, 2005) de Hajime Ishimine, Katsuhito Ishii, Shunichirô Miki (Japon)
- Party 7 (2000) de Katsuhito Ishii (Japon)
- Promise of August - Norioka Workshop (1995) de Katsuhito Ishii (Japon)
- Redline (2009) de Takeshi Koike (Japon)
- Shark Skin Man and Peach Hip Girl (1998) de Katsuhito Ishii (Japon)
- The Taste of Tea (Cha no aji, 2004) de Katsuhito Ishii (Japon)

#### Personnalité suisse
- Her (2013) de Spike Jonze (États-Unis)
- Jodorowsky's Dune (2013) de Frank Pavich (France, États-Unis)
- Nausicaä de la vallée du vent (Kaze no tani no Naushika, 1984) de Hayao Miyazaki (Japon)

#### Classic Reloaded
- Ikarie XB-1 (1963) de Jindřich Polák (République tchèque)
- Piège de cristal (Die Hard, 1988) de John McTiernan (États-Unis)

### Courts métrages

#### Swiss Shorts
- A la dérive (2023) Marion Reymond (Suisse)
- Camera Obsura (2022) Côme Chatelain (Suisse)
- Der Molchkongress (2022) Matthias Sahli et Immanuel Esser (Suisse)
- Epidermique (2022) Océane Wennaz (Suisse)
- Kill your Darlings (2023) Thirua Ingold (Suisse)
- Pipes (2022) Killian Feusi, Jessica Meier et Sujanth Ravichadran (Suisse)
- Thirs Wheel (2023) Kevin Haefelin (Suisse)
- Boddyssey (2022) Jonas Bienz (Suisse)

#### International Shorts
- A Calling. From the Desert. To the Sea (2022) Murad Abu Eisheh ( Jordanie,  Allemagne)
- Carrion (2022) Yvonne Zhang ( États-Unis)
- La machine d'Alex (2022) Mael Le Mée ( France)
- La pursé (2022) Gabriel Nobrega ( Brésil)
- Ce dit d'un cerf qui quitte son bois (2023) Salomé Crixkx ( Belgique)
- The Blue Hour (2022) Jeremias Segovia ( Uruguay)

#### Asian Shorts
- A night with Moosina (2022) Tsai Shiu-Cheng ( Taïwan)
- Foreigners Only (2022) Nuhash Humayun ( Bangladesh) Première européenne
- Hito (2023) Stephen Lopez ( Philippines)
- I Saw a Ghost, and it was beautiful (2022) Bobby Fernando ( Indonésie)
- Meet Again (2023) Kang Ap-Sol, Lee Yoorim ( Corée du Sud)
- The New Tale of Rat Life (2023) Kim Yoosun ( Corée du Sud)

## NIFFF Extended

### Rencontre avec Josiane Balasko
- Josiane Balasko, réalisatrice, actrice, autrice (France)
- Anne-Laure Gannac, journaliste à la RTS (Suisse)

### Rencontre avec John McTiernan
- John McTiernan, réalisateur (États-Unis)
- Rafael Wolf, journaliste à la RTS (Suisse)

### Conférence Female Trouble
- Carlota Pereda, réalisatrice (Espagne)
- Monica Garcia Massaqué, manager du festival de Sitges (Espagne)
- Anna Bogutskaya, autrice, critique et hôte de The Final Girls (Royaume-Uni)
- Maral Mohsenin, responsable de la programmation du Geneva Internation Film Festival (Irlande)

### Rencontre avec Kastsuhito Ishii
- Kastsuhito Ishii, réalisateur (Japon)
- Bastian Meiresonne, journaliste et programmateur (Allemagne)

### Rencontre avec Charles Burns
- Charles Burns, auteur et illustrateur (États-Unis)

### Martin Panchaud: un univers graphique comme nul autre
- Martin Panchaud, auteur de bandes-dessinées, illustrateur (Suisse)
- Boris  Bruckler, consultant (Suisse)

### La BD suisse se fait numérique
- Aude Barrio, artiste de bandes-dessinées (Suisse)
- Yannis La Macchia, artiste de bandes-dessinées (Suisse)
- Pierre Shilling, artiste de bandes-dessinées (Suisse)
- Boris  Bruckler, consultant (Suisse)

## Palmarès
| Prix                                                                      | Attribué à                           | de                                                  | Pays                                                      |
| ------------------------------------------------------------------------- | ------------------------------------ | --------------------------------------------------- | --------------------------------------------------------- |
| Prix H. R. Giger Narcisse du meilleur film                                | Tiger Stripes                        | Amanda Nell Eu                                      | Malaisie Taïwan France Allemagne Pays-Bas Indonésie Qatar |
| Mention spéciale de jury international                                    | Superposition                        | Karoline Lyngbye                                    | Danemark                                                  |
| Prix RTS du public                                                        | Raging Grace                         | Paris Zarcilla                                      | Royaume-Uni                                               |
| Prix du jury de la critique internationale                                | Raging Grace                         | Paris Zarcilla                                      | Royaume-Uni                                               |
| Prix de la Jeunesse Denis-de-Rougemont                                    | Raging Grace                         | Paris Zarcilla                                      | Royaume-Uni                                               |
| Méliès d'argent du meilleur long métrage européen                         | Vincent doit mourir                  | Stéphan Castang                                     | France Belgique                                           |
| Prix Imaging The Future meilleur production design                        | Pearl                                | Ti West                                             | États-Unis                                                |
| Prix du meilleur film asiatique                                           | Marry My Dead Body                   | Wei-Hao Cheng                                       | Taïwan                                                    |
| SSA/Suissimage Prix H. R. Giger Narcisse du meilleur court métrage suisse | Pipess                               | Kilian Feusi, Jessica Meier et Sujanth Ravichandran | Suisse                                                    |
| SSA/Suissimage Mention spéciale                                           | Der Molchkongress                    | Immanuel Esser, Matthias Sahli                      | Suisse                                                    |
| Nomination pour le Méliès d'Or du meilleur court métrage européen         | Ce dit d'un cerf qui quitte son bois | Salomé Crickx                                       | Belgique                                                  |
| Prix du public du meilleur court-métrage                                  | Foreigners Only                      | Nuhash Humayun                                      | Bangladesh                                                |
| Prix de la jeunesse du Lycée Denis de Rougemont court-métrage             | Foreigners Only                      | Nuhash Humayun                                      | Bangladesh                                                |